# Heliophanus charlesi
Heliophanus charlesi là một loài nhện trong họ Salticidae.
Loài này thuộc chi Heliophanus. Heliophanus charlesi được Wanda Wesołowska miêu tả năm 2003.